# Garcia Sancez I de Pamplona
Garcia Sancez I (n. 919 d.Hr., Kingdom of Pamplona⁠(d) – d. 22 februarie 970 d.Hr., Navarra, Spania) a fost regele Pamplonei din 931 până la moartea sa, pe 22 februarie 970.
El a fost fiul lui Sancho I de Pamplona și a soției sale, Toda Toda Aznárez. La vârsta de șase ani, tatăl său a murit și unchiul său, Jimeno Garces de Pamplona l-a succedat pe fratele său și abia în 930, Garcia apărea cu titlu regal. La moartea lui Jimeno, mama sa, Toda a guvernat în numele său pentru Garcia, care avea doar 12 ani. Regența ei s-a terminat în 934, atunci când verișorul său, Adb-ar-Rahman al III-lea, a intervenit în ajutor, Garcia începând să guverneze ca rege.
Cu sprijinul mamei sale energice și diplomată, Garcia, ca și tatăl său, s-a angajat într-o serie de conflicte cu maurii. În special în 937, când s-a aliat cu Ramiro al II-lea de Leon și Muhammad ibn Hashim, guvernator de Zaragoza, rezultând într-o campanie militară condusă de  Abd-ar-Rahman al III-lea, prin Calatayud și Zaragoza, în terenurile Garciei. 
Garcia s-a căsătorit cu prima sa verișoară,  Andregota Galíndez, fiica și co-moștenitoarea lui Galindo Aznárez al II-lea, Contele de Aragon,  având un fiu și moștenitor, Sancho. El a divorțat în 940, atunci când a ajuns la un acord prin care trebuia să se căsătorească cu fiica lui Sunyer, contele de Barcelona, dar transmiterea forțată a lui Sunyer la Abd-ar-Rahman a inclus abandonarea acestui plan. García s-a căsătorit apoi cu Teresa, fiica aliatul său, Ramiro al II-lea.
După moartea lui Ramiro al II-lea și a succesorului său, Ordono al III-lea de Leon, regatul Pamplonei a acordat sprijin descendentului regelui decedat, Sancho I de Leon, care era nepotul lui Garcia. Când cumnatul lui Garcia, Fernán González de Castilia a schimbat sprijinul și l-a instalat pe cumnatul său, Ordono al IV-lea de Leon în locul lui Sancho, relația lui Fernán cu García a devenit tensionată și moartea soției lui Fernán, sora lui Garcia, a dus la o rupere. García a intervenit direct în León, l-a capturat pe Fernán și l-a restaurat pe Sancho. Fernán a fost forțat să facă concesii teritoriale cu Garcia  pentru a obține eliberarea sa iar alianța lor nu a fost complet restaurată până în 954, când Fernán s-a recăsătorit, de data aceasta cu fiica lui García, Urraca.
García a fost succedat de fiul său, Sancho al II-lea Garcés, poreclit Abarca. 